# Poznaniak Poznań

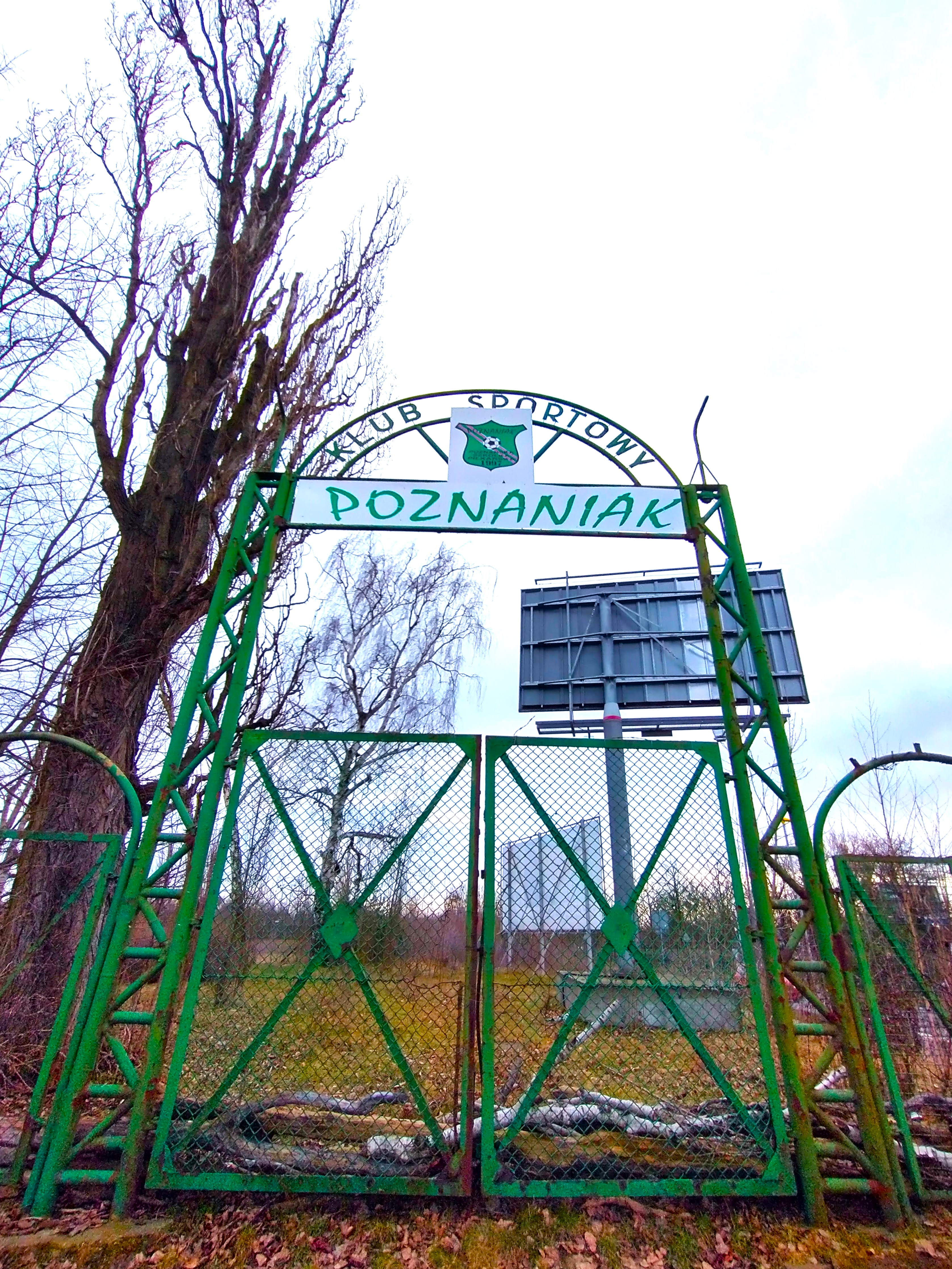
Brama stadionu na ul. Reymonta

PSP Poznaniak Poznań – stowarzyszenie sportowe Poznańska Szkółka Piłkarska Poznaniak Poznań, klub sportowy w Poznaniu prowadzący szkolenie młodzieży oraz utrzymujący drużyny seniorów w A-Klasie (mężczyźni) i I lidze (kobiety).

## Informacje ogólne
- Pełna nazwa: Stowarzyszenie Sportowe Poznańska Szkółka Piłkarska Poznaniak Poznań
- Data założenia: 7 marca 1997
- Barwy: zielono-czarno-czerwone
- Adres: 61-289 Poznań, os. Czecha 72/32
- Stadion: Stadion Olimpii Poznań ul. Warmińska 1 Poznań

pojemność: stadionu 15 000
boisko: 110m x 70m
oświetlenie: brak

## Drużyna żeńska
Historia poznańskiej piłki żeńskiej rozpoczęła się w 2000 roku, gdy Warta Poznań utworzyła sekcję żeńską, która przystąpiła do rozgrywek II ligi. W roku 2001 klub awansował do I ligi, w której grał pod nazwą Opel-Niedbała Warta Poznań (od ówczesnego sponsora).
W sezonie 2001-2002 klub odniósł swój największy sukces zdobywając brązowe medale mistrzostw Polski, po zajęciu III miejsca w tabeli ligowej. W tym samym roku nastąpiła zmiana nazwy klubu, po rozstaniu sekcji kobiecej z Wartą przyjęto nazwę Atena Poznań. Sezon 2005/2006 klub zakończył na ostatnim miejscu i spadł do I ligi.
W 2007 roku doszło do fuzji pomiędzy klubem Atena Poznań a Poznaniakiem, w wyniku której drużyna Poznaniaka występuje w grupie północnej I ligi kobiet (faktycznie jest to drugi poziom rozgrywek).